# 秀峰尤奇
秀峰尤奇（しゅうほうゆうき、生年不明 - 1372年8月）は、南北朝時代に活躍した東福寺栗棘派の禅僧である。
越中国婦負郡金屋村（富山市寺町）に崇聖寺を開いた竺山至源（東福寺4世白雲慧暁の法嗣）に学び、同国興国寺の開山に請じられた。のち、京都で別業（別宅）として安聖寺を開く。建徳3年8月示寂。墓所は富山市布市の興国寺開山塔。